# Rudolf Schmücker
Georg Rudolf Schmücker (* 22. Februar 1915 in Nassau; † 26. Februar 1996 in Neuwied) war ein deutscher Kripobeamter, SS-Hauptsturmführer und Leiter des Sonderkommandos 7c der Einsatzgruppe B in der Sowjetunion. Nach dem Krieg wurde er stellvertretender Leiter des Landeskriminalamtes Rheinland-Pfalz.

## Leben
Rudolf Schmücker war der Sohn eines Fleischers. Nach sechsjährigem Besuch der Volksschule in Engers wechselte Schmücker auf das humanistische Gymnasium in Neuwied, wo er 1936 Abitur machte.
Im Oktober 1933 trat er der HJ bei. Am 11. November 1934 wurde er Mitglied der SS (SS-Nr. 385.407). Im Dezember 1938 wurde er bei der Kripoleitstelle Köln eingesetzt. Am 1. September 1939 trat er der NSDAP (Mitgliedsnummer 7.128.077) bei. Im Oktober 1939 nahm er als Kriminalkommissaranwärter an einem Lehrgang an der Führerschule der Sicherheitspolizei in Berlin-Charlottenburg teil. Im Juni 1940 legte Schmücker die Prüfung als Kriminalkommissar ab und erhielt den Rang SS-Untersturmführer. 
Mitte 1940 kam er zur Kripostelle nach Graudenz. Am 15. Februar 1941 wurde er nach Posen zum Kommandeur der Sicherheitspolizei und des SD (Abteilung V) versetzt. Ab Mai 1942 gehörte er dem Sonderkommando 7c der Einsatzgruppe B an. Von Juni 1942 bis Oktober 1942 war er Leiter des Sonderkommandos 7c. Er blieb bis Januar/Februar 1943 beim Sonderkommando 7c in Roslawl und kam dann zum Einsatzkommando 9 mit Standort Witebsk. Im Oktober 1943 nahm er an einer großen Bandenbekämpfungsaktion, dem Unternehmen „Heinrich“, teil. Im Dezember 1943 wurde er Leiter der Außenstelle Nowogrodek des Befehlshabers der Sicherheitspolizei und des SD in Minsk. Im Sommer 1944 erteilte Schmücker den Befehl, das Gefängnis von Nowogrodek zu räumen und die inhaftierten Russen zu erschießen. Im August 1944 kam Schmücker zurück zur Kripostelle Posen.
Am 22. Februar 1945 geriet er in russische Kriegsgefangenschaft, aus der er im Januar 1950 entlassen wurde.
Am 1. Mai 1956 wurde Schmücker zur Polizeidirektion nach Kaiserslautern versetzt, wo er die Abteilung Kriminalpolizei leitete. Am 1. Oktober 1958 wurde er stellvertretender Leiter des Landeskriminalamtes von Rheinland-Pfalz. In der Mitte der 1960er Jahre war das Ermittlungsverfahren gegen Schmücker in vollem Gange. Ein 1964 geführtes Ermittlungsverfahren wegen der Erschießung von Gefängnisinsassen in Nowogrodek führte jedoch nicht zur Anklage, da der Vorwurf des Totschlags inzwischen verjährt war. Das Ministerium des Innern von Rheinland-Pfalz versetzte den mittlerweile als Kriminalrat zum stellvertretenden Leiter des Landeskriminalamtes avancierten Schmücker daraufhin als Leiter der Polizeiberufsschule zur Bereitschaftspolizei. Ein zweites Verfahren wegen der Erschießung von Zivilpersonen durch das Sonderkommando 7c wurde am 20. September 1971 eingestellt, da seine Mitwirkung als Beihilfe zum Totschlag gewertet wurde, welche seit 1960 verjährt war. Am 1. Dezember 1969 trat er in den Ruhestand.